# Chuck Cissel
Chuck Cissel (Tulsa, 3 ottobre 1948) è un attore, cantante e ballerino statunitense.
Ha recitato a Broadway nel musical A Chorus Line nel 1975. Ha recitato anche in altri musical, tra cui Hello Dolly!, Purlie, Lost in the Stars, Via Galactica e Don't Bother Me I Can't Cope. Attualmente è il presidente della Oklahoma Jazz Hall of Fame.
Sua sorella Maxine Horner è stata senatrice dello Stato dell'Oklahoma.